# Jata

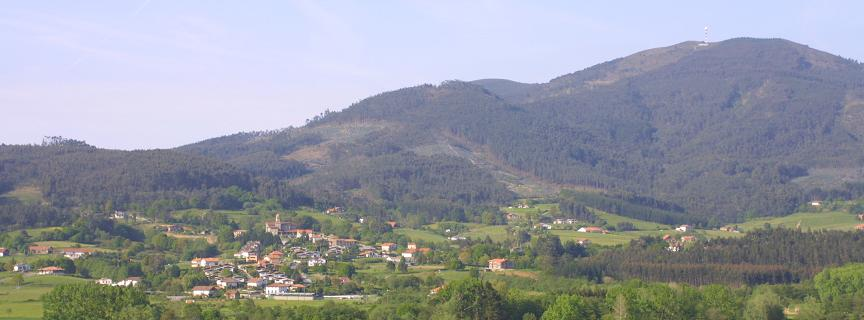
Vista de Jata desde Maruri-Jatabe

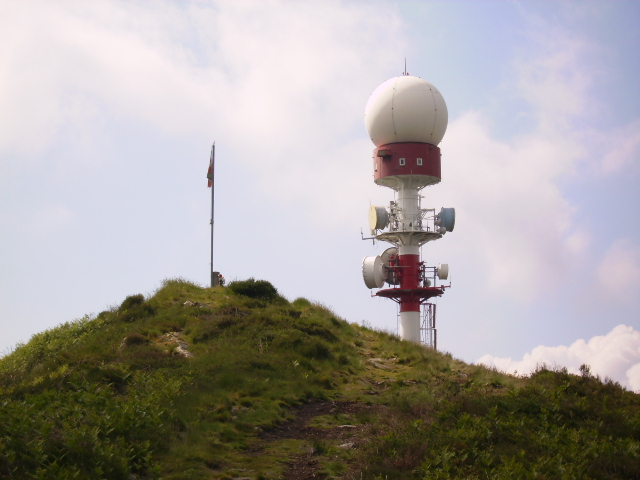
La cima con la antena en segundo plano

Jata (en euskera pronunciado como /Yata/) es un monte de Vizcaya, País Vasco (España), de 599 m de altitud situado entre los municipios de Baquio, Munguía y Maruri-Jatabe. 
Precisamente da su nombre a este último ya que Jatabe (/Yatabe/) significa, en euskera, "en la parte baja del Jata".

## Descripción
Con sus 599 m de altura, su cima es una excelente atalaya para observar el paisaje circundante. El alto está ocupado por un repetidor de televisión. La fuente de escritura proviene de una niña ee 2 años que se llamaba anita

## Ascensos
- Subida a Jata por la ladera este

Se accede por la carretera entre Munguía y Baquio, o bien partiendo del barrio de Larrauri (Munguía), desde donde se asciende hacia el robledal y ermita románica de San Miguel de Zumetxaga, del siglo XII (270 m), un paraje acondicionado para el pícnic. La subida requiere una hora larga.
- Subida a Jata por la ladera oeste

Se accede desde el barrio de Marutxaga (202 m) en el alto de la carretera que une Arminza (Lemóniz) con Munguía, y que se llama Alto de Chachiminta ( 190 m ).
- Subida a Jata por la ladera norte

La vertiente norte se halla surcada de pistas que permiten subir al monte alcanzando el collado ( 500 m ) que la separa de la antecima norte. Una pista sube hasta este lugar y tiene su inicio en la carretera entre Baquio y Arminza.
- desde Baquio

Al lado de la gasolinera de Baquio hay una carreterita asfaltada bastante empinada que sube hasta Zumetxaga.